# Paris–Roubaix 1967

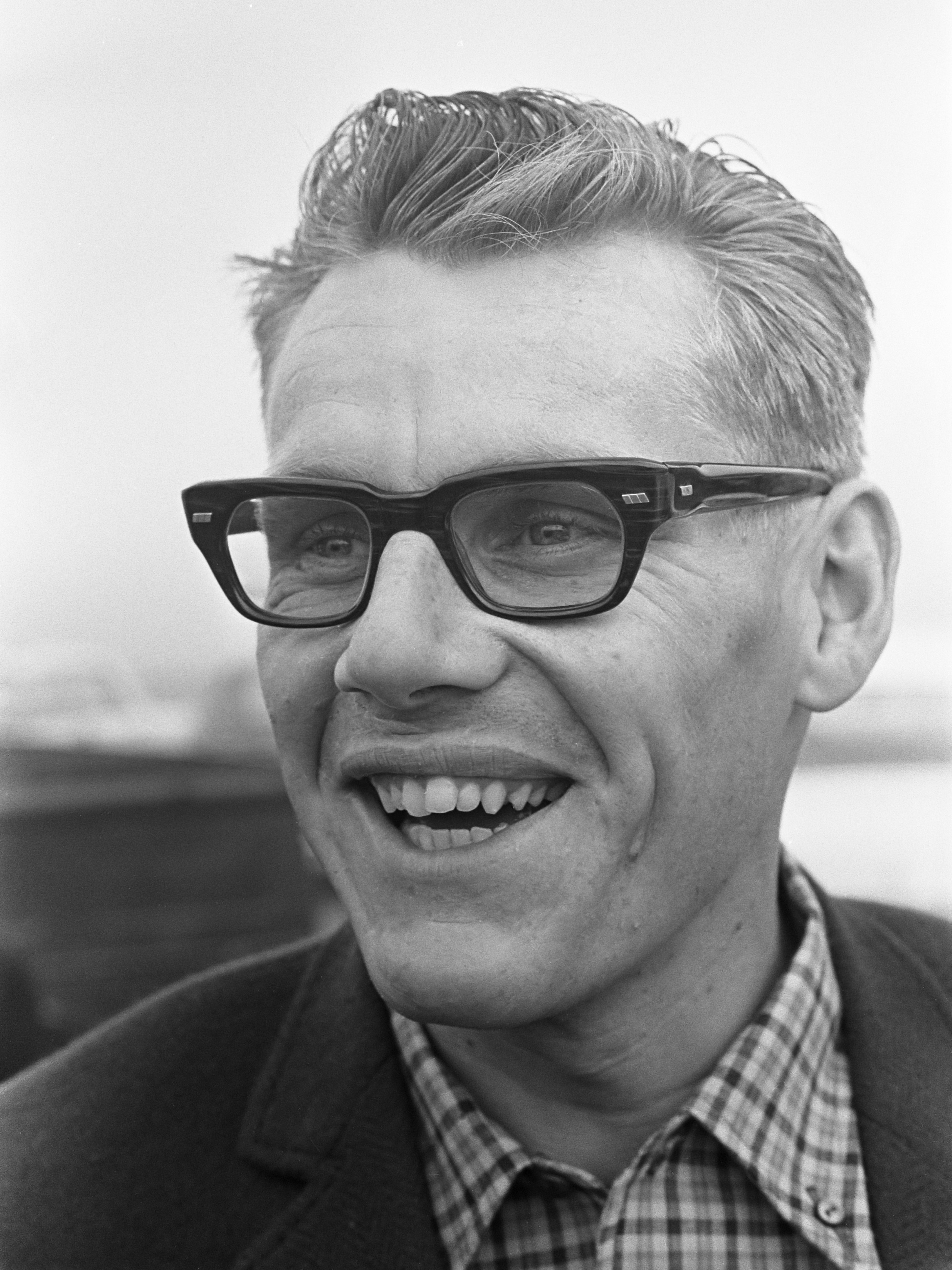
Jan Janssen (1967)

Das Eintagesrennen Paris–Roubaix 1967 war die 65. Austragung des Radsportklassikers und fand am Sonntag, den 9. April 1967, statt.
Das Rennen führte von Chantilly aus, rund 50 Kilometer nördlich von Paris, nach Roubaix, wo es im Vélodrome André-Pétrieux endete. Die Strecke war 263 Kilometer lang. Die Zahl von Startern und im Ziel angekommenen Fahrern ist unbekannt. Der Sieger Jan Janssen absolvierte das Rennen mit einer Durchschnittsgeschwindigkeit von 36,82 km/h.
In Mons-en-Pévèle setzte sich eine Gruppe aus zehn hervorragenden Fahrern ab, die später auch die ersten zehn Plätze belegten. Darunter befanden sich vier Weltmeister, drei nationale Meister, ein Sieger des Giro sowie ein Fahrer, der das Grüne Trikot bei der Tour de France gewonnen hatte. Gemeinsam erreichten sie die Radrennbahn, wo Janssen als Erster die Ziellinie überquerte.